# Padouch

Populární stereotyp padoucha z éry němého filmu

Padouch je záporná postava příběhu, ať už románu nebo filmu. Tento typ postav se však nejvíce rozšířil v gangsterkách a westernech. Padouch vždy vystupuje jako protiklad hrdiny.
Padouch musí mít vždy zlou povahu. Není to například Javert z románu Bídníci, protože ten dokáže na konci příběhu udělat dobrý skutek, přestože vystupuje po celou dobu proti hlavnímu hrdinovi příběhu. Není to také antihrdina, neboť ten sklízí sympatie čtenáře a je skutečným hrdinou příběhu, i když porušuje zákony nebo mravy.
Velmi často je padouch důležitý pro příběh. Například ve filmu Batman není pro další vývoj filmu důležité, co udělá hlavní postava, ale jaký úskok provede její nepřítel, ať už je to Joker nebo někdo jiný. Proto jeden z padouchů na konci parodického filmu Limonádový Joe aneb Koňská opera říká: „Padouch nebo hrdina – my jsme jedna rodina!“